# Channel Orange
Channel Orange è il primo album in studio del cantautore statunitense Frank Ocean, pubblicato il 10 luglio 2012 dalla Def Jam. L'album è stato riconosciuto con il Grammy Award al miglior album urban contemporary nel 2013.
Il disco è stato inizialmente reso disponibile esclusivamente sulla piattaforma digitale iTunes; la pubblicazione sulle altre piattaforme di distribuzione è avvenuta il 17 luglio dello stesso anno.

## Pubblicazione e promozione
L'8 giugno 2012 viene diffuso un trailer, diretto da Nabil Elderkin, in cui è stato ufficialmente annunciato il disco, anche poche informazioni sul progetto furono date in quel momento. Più tardi quel giorno, Ocean annunciò un tour promozionale iniziato in concomitanza l'uscita del disco e presentò in anteprima il secondo singolo estratto Pyramids. Il 6 luglio ha fatto seguito Sweet Life, terzo singolo e ultimo a precedere il disco.
Channel Orange è stato pubblicato come download digitale in esclusiva sulla piattaforma iTunes il 10 luglio 2012, una settimana prima della sua uscita in formato fisico.

## Accoglienza
| Recensione           | Giudizio   |
| -------------------- | ---------- |
| AllMusic             |            |
| Chicago Tribune      |            |
| Robert Christgau     | A-         |
| Entertainment Weekly | B+         |
| The Guardian         |            |
| Los Angeles Times    | favorevole |
| The New York Times   | favorevole |
| Pitchfork            | (9.5/10)   |
| Rolling Stone        |            |
| TIME                 | favorevole |
| Metacritic           | (92/100)   |

Al momento della sua pubblicazione , Channel Orange ricevette il plauso generale da parte della critica specializzata. Sull'aggregatore di recensioni Metacritic, che assegna punteggi su 100 tramite le recensioni di critici influenti, l'album ha ottenuto un punteggio di 92 su 100 calcolato tramite 32 recensioni, che equivale alla «acclamazione universale». Inoltre, è il disco R&B col maggior punteggio di sempre sul sito.
Ryan Dombal di Pitchfork definì l'album «completo e variegato», trovando nei testi delle canzoni «un ampio respiro in quanto coinvolgenti, sempre beneficiando dell'occhio di Ocean per i dettagli e per la specificità».

## Tracce
La lista delle canzoni proviene dall'account ufficiale di Frank Ocean su Tumblr.
1. Start – 0:45 (Christopher Breaux, James Ho)
2. Thinkin Bout You – 3:20 (Christopher Breaux, Shea Taylor)
3. Fertilizer – 0:39 (James Fauntleroy, Reginald Perry)
4. Sierra Leone – 2:28 (Christopher Breaux, James Ho)
5. Sweet Life – 4:22 (Christopher Breaux, Pharrell Williams)
6. Not Just Money – 0:59 (Rosie Watson)
7. Super Rich Kids (feat. Earl Sweatshirt) – 5:04 (Christopher Breaux, James Ho, Thebe Kgositsile, Mark Morales, Nathaniel Robinson Jr, Mark Rooney, Kirk Robinson & Roy Hammond)
8. Pilot Jones – 3:04 (Christopher Breaux, Shea Taylor)
9. Crack Rock – 3:44 (Christopher Breaux, James Ho)
10. Pyramids – 9:52 (Christopher Breaux, James Ho)
11. Lost – 3:54 (Christopher Breaux, James Ho, Micah Otano, Edwin Paul Shelton II)
12. White (feat. John Mayer) – 1:16 (Christopher Breauz, Tyler Okonma)
13. Monks – 3:20 (Christopher Breaux, James Ho)
14. Bad Religion – 2:55 (Christopher Breaux, Monte Neuble, Charlie Gambetta, Kevin Risto, Waynne Nugent)
15. Pink Matter (feat. André 3000) – 4:28 (Christopher Breaux, André Benjamin, James Ho)
16. Forrest Gump – 3:14 (Christopher Breaux, James Ho)
17. End – 2:14 (Christopher Breaux, James Ho)

Durata totale: 55:38
Note
- Super Rich Kids contiene una interpolazione di Real Love, scritta da Mark Morales, Mark C. Rooney, Kirk Robinson, Nat Robinson, Roy e Hammond.
- Lost contiene un dialogo proveniente da Paura e delirio a Las Vegas.
- Pink Matter contiene una sequenza audio proveniente da The Last Dragon.
- End, nella versione fisica dell'album, contiene di seguito anche la traccia Golden Girl, in collaborazione con Tyler, the Creator.[23]

## Successo commerciale
Negli Stati Uniti l'album debuttò al secondo posto nella Billboard 200 e primo nella Top R&B/Hip-Hop Albums, con 131 000 copie. Poiché l'album era stato pubblicato inizialmente solo su iTunes, le copie fisiche comteggiate furono solo 3 000. In Regno Unito ed in Canada ha debuttato rispettivamente in seconda e terza posizione. L'album è stato il primo nella storia a entrare nella classifica dei venti album più venduti in Regno Unito esclusivamente in base alle vendite digitali, con 13 173 copie.

## Classifiche

### Classifiche settimanali
| Classifica (2012)         | Posizione massima |
| ------------------------- | ----------------- |
| Australia                 | 18                |
| Canada                    | 3                 |
| Danimarca                 | 2                 |
| Irlanda                   | 45                |
| Norvegia                  | 1                 |
| Nuova Zelanda             | 16                |
| Paesi Bassi               | 36                |
| Regno Unito               | 2                 |
| Stati Uniti (R&B/Hip-Hop) | 1                 |
| Stati Uniti               | 2                 |

### Classifiche di fine anno
| Classifica (2020) | Posizione |
| ----------------- | --------- |
| Islanda           | 100       |
| Classifica (2022) | Posizione |
| Islanda           | 51        |
| Classifica (2023) | Posizione |
| Islanda           | 62        |
| Classifica (2024) | Posizione |
| Portogallo        | 94        |